# Friedrich Wilhelm Dünkelberg

Friedrich Wilhelm Dünkelberg

Friedrich Wilhelm Dünkelberg (* 4. Mai 1819 in Schloss Schaumburg / Lahn; † 11. August 1912 in Wiesbaden) war ein deutscher Agrar- und Forstwissenschaftler und Begründer der wissenschaftlichen Kulturtechnik, Geheimer Regierungsrat und Mitglied des Preußischen Abgeordnetenhauses.

## Leben
Dünkelberg ist der zweite Sohn des naussauischen Forst- und Kammermeisters in Schaumburg Johann Friedrich Dünkelberg der Jüngere (* 29. April 1775; † 8. Februar 1828) und seiner Ehefrau Johannette Anne Margarethe geb. Unger (1789–1828), Tochter des Stadtschreibers Johannes Unger in Holzappel. Sein Bruder Gustav Friedrich (1814–1875) war Mitglied der 6. Ständeversammlung des Herzogtums Nassau 1850–51.
Dünkelberg besuchte ab 1841 das herzoglich nassauische landwirtschaftliche Institut Geisberg bei Wiesbaden. Ab 1844 setzte er sein Studium an der Universität Gießen fort und vollendete es ab 1846 als Praktikant im Chemischen Laboratorium Fresenius.
Am 1. April 1847 wurde er Lehrer für Naturwissenschaften und Kulturtechniken an der Ackerbauschule zu Merchingen. Ab 1849 lehrte er als Privatdozent an der landwirtschaftlichen Akademie zu Poppelsdorf. Am 4. Mai 1850 promovierte Dünkelberg an der Universität Jena mit der Abhandlung Die Ackerbauschule, ein Bild der Wirklichkeit und der Idee. Von 1850 bis 1871 lehrte er am Institut Hof Geisberg bei Wiesbaden, ab 1858 als Professor.
Ab 1856 war er zugleich als Generalsekretär des Vereins Nassauischer Land- und Forstwirte und als Kommissar der nassauischen Regierung für die Melioration des Hohen Westerwaldes und ab 1867 als Mitglied des preußischen Landesökonomiekollegiums als Praktiker tätig. Von 1871 bis 1895 war er neben seiner Professur auch Direktor der Landwirtschaftlichen Akademie Poppelsdorf und lehrte Naturwissenschaft, Kulturtechnik, Mathematik, Vermessungswesen, Wiesenbau, Baukunde und landwirtschaftliche Betriebslehre. In dieser Funktion begründete er die wissenschaftliche Kulturtechnik. Das von ihm eingeführte Studium der Kulturtechnik verknüpfte er mit der landwirtschaftlichen Ausbildung.
Als Abgeordneter der Nationalliberalen Partei vertrat er von 1887 bis 1896 den Wahlkreis Neuwied und Altenkirchen im preußischen Abgeordnetenhaus.
In Anerkennung seiner Verdienste wurde er 1879 zum Geheimen Regierungsrat ernannt.
Seit September 1938 ist im Berliner Ortsteil Schmargendorf der Dünkelbergsteig nach ihm benannt.

### Familie
Dünkelberg heiratete 1858 Catherina Maria Friederike Adeline geb. Stadtfeld (1823–1894), Tochter des Musikdirektors Benedikt Stadtfeld in Wiesbaden. Gemeinsam hatten sie 2 Söhne und 2 Töchter, u. a. Ella (1855–1931), die spätere Ehefrau des preußischen Generalleutnants Karl Neuhauß (1855–1931). Nach dem Tod seiner ersten Ehefrau heiratete er 1895 Wanda Maria Amalia geb. von Leyser (1857–1909), Tochter des Hugo von Leyser (1820–96) auf Simötzel bei Kolberg.

## Werke (Auswahl)
- Die Landwirtschaft und das Kapital. Wiesbaden 1860 (Digitalisat)
- Der Wiesenbau in seinen landwirthschaftlichen und technischen Grundzügen. 1865 (Digitalisat)
- Der Nassauische Weinbau. Eine Skizze der klimatischen, Boden- und Cultur-Verhältnisse des Rheingaus. Nebst der allgemeinen amtlichen Statistik der Wein-Erträge aus den Jahren 1834, 1846 und 1857–1866. Mit einer Weinbaukarte des nassauischen Rheingaus (1867) (Digitalisat)
- Die Technik der Berieselung mit städtischem Kanalwasser. Eduard Weber, Bonn 1877 (Digitalisat)
- Die Schifffahrts-Canäle in ihrer Bedeutung für die Landes-Melioration. Eine culturtechnische Studie. Eduard Weber, Bonn 1877 (books.google.de)
- Encyclopädie und Methodologie der Culturtechnik. 2 Bände. F. Vieweg, Braunschweig 1883.
- Die landwirtschaftliche Betriebslehre. 1889–1890.
- Die allgemeine und angewandte Viehzucht. Zum Gebrauche praktischer Züchter, für Vorlesungen und zum Selbstunterrichte historisch und systematisch bearbeitet. Vieweg, Braunschweig 1892.
- Der Wiesenbau in seinen landwirthschaftlichen und technischen Grundzügen. 2. Auflage, F. Vieweg und Sohn, Braunschweig 1894.
- Die Entwicklung der Culturtechnik: zur 50 jährigen Jubelfeier der Königlichen landwirthschaftlichen Akademie Poppelsdorf-Bonn am 30. Juli 1897. Vieweg, Braunschweig 1897; urn:nbn:de:hbz:38m:1-50525
- Die landwirthschaftliche Taxationslehre in ihrer betriebswirthschaftlichen Begründung und mit besonderer Rücksicht auf das Bonitiren der Ländereien. Für studierende Landwirthe, Culturtechniker und Verwaltungsbeamte. Vieweg & Sohn, Braunschweig 1898.
- Die Technik der Reinigung städtischer und industrieeller Abwasser durch Berieselung und Filtration. Für Techniker, Verwaltungsbeamte und Stadtverordnete bearbeitet. Vieweg, Braunschweig 1900.
- Das englisch-arabische Vollblut und seine Zuchtmethode, historisch und kritisch bearbeitet von Prof. Dr. Friedrich Wilhelm Dünkelberg. Schickhardt und Ebner, Stuttgart 1907.